# Schönebecker Straße 42

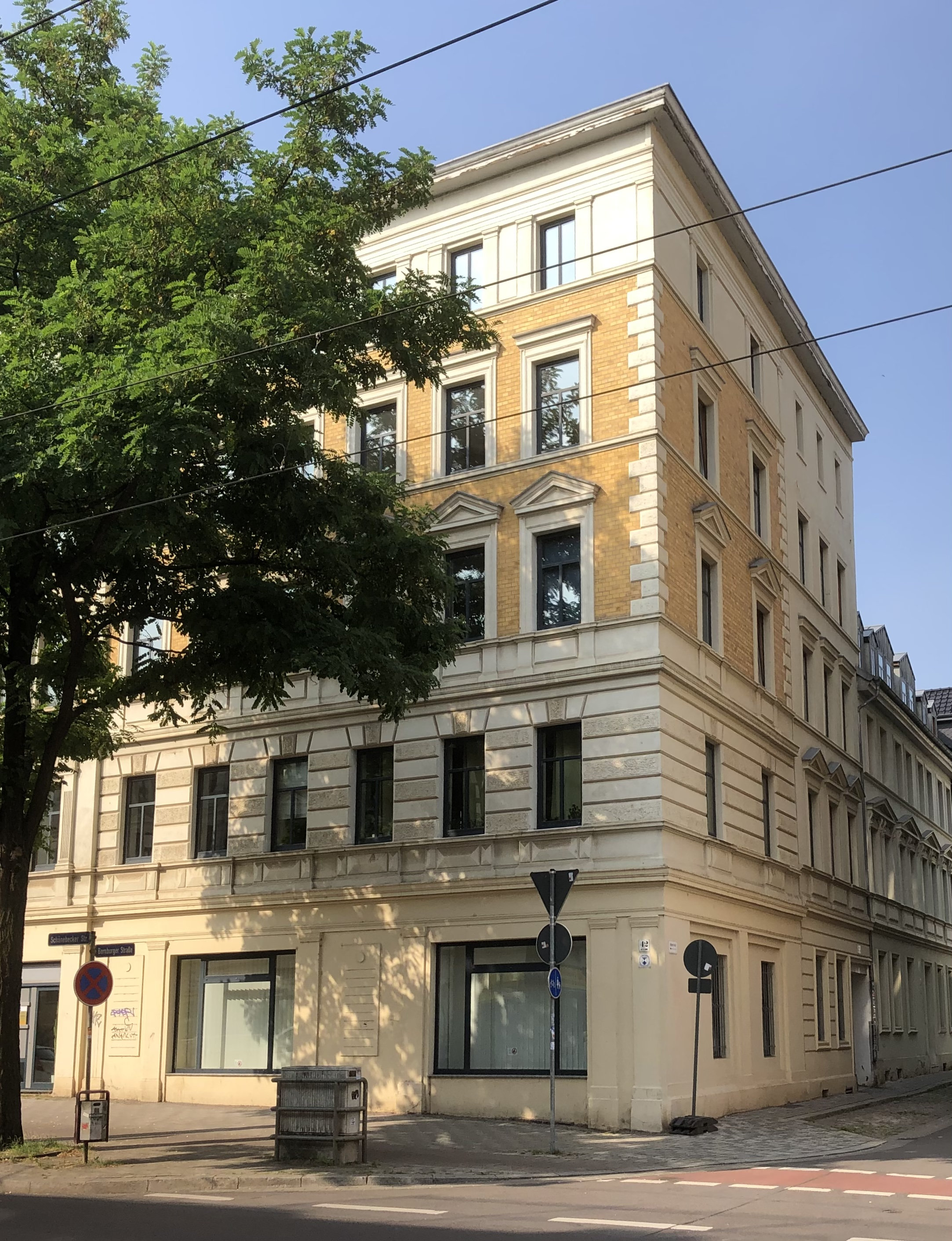
Schönebecker Straße 42 im Jahr 2021

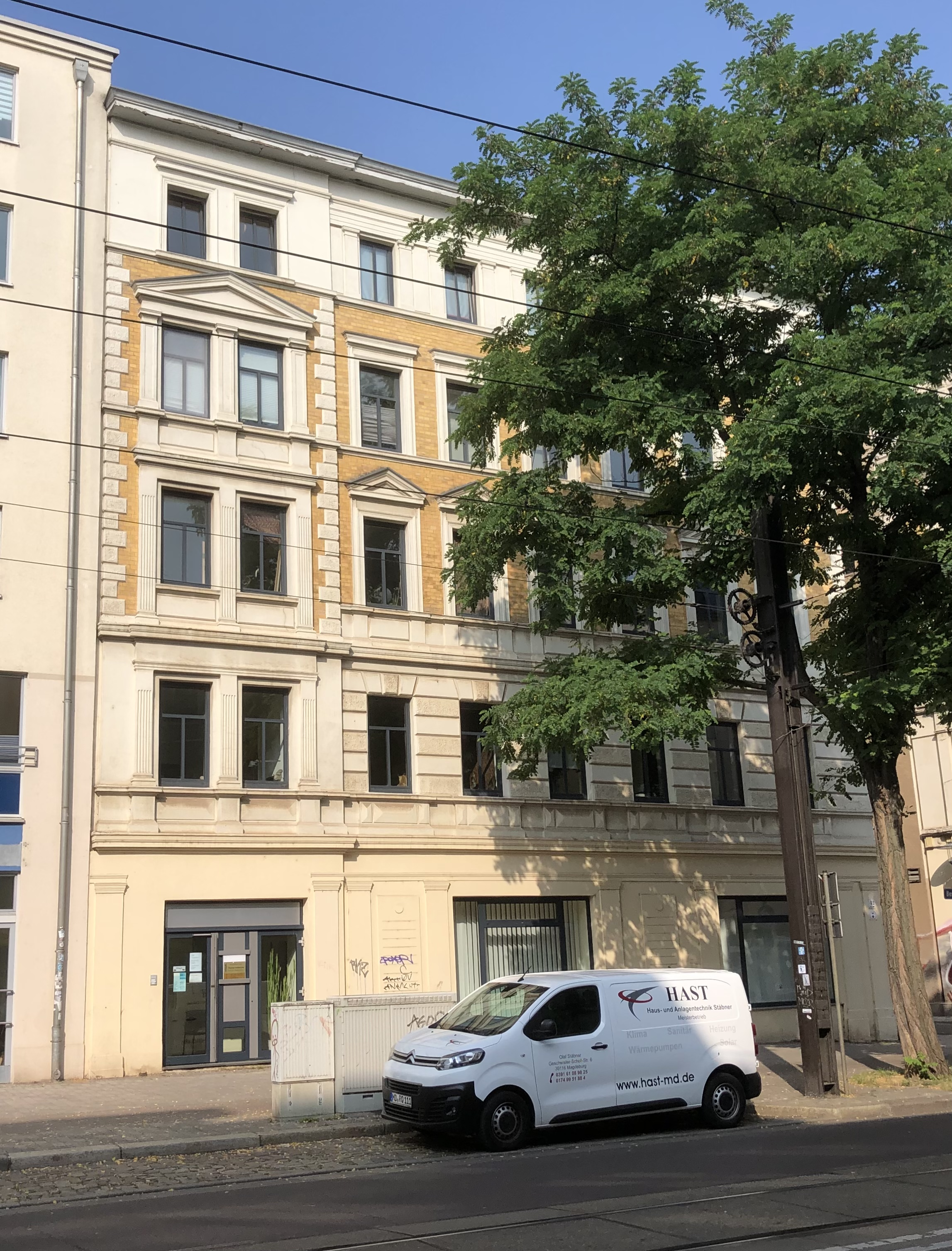
Blick von Südosten

Schönebecker Straße 42 ist ein denkmalgeschütztes Wohn- und Geschäftshaus in Magdeburg in Sachsen-Anhalt.

## Lage
Es befindet sich in einer Ecklage auf der Westseite der Schönebecker Straße an der nördlich einmündenden Bernburger Straße im Magdeburger Stadtteil Buckau. 

## Architektur und Geschichte
Der viergeschossige Bau mit Mezzaningeschoss wurde in der Zeit zwischen 1880 und 1890 errichtet. Die repräsentativ gestalteten Fassaden sind durch Putzelemente im Stil der Neorenaissance gegliedert. Die Ostfassade zur Schönebecker Straße ist achtachsig, wobei die beiden linken Achsen als flacher Seitenrisalit hervortreten. An der Fassade des Erdgeschosses befindet sich eine Rustizierung, während die oberen Geschosse mit von Pilastern gerahmten Fensterädikulä verziert sind.  
Im örtlichen Denkmalverzeichnis ist das Wohn- und Geschäftshaus unter der Erfassungsnummer 094 17867 als Baudenkmal verzeichnet.
Das Gebäude gilt als Teil eines gründerzeitlichen Straßenzugs als städtebaulich bedeutsam.